# ポケットモンスターHG・SS ジョウの大冒険
『ポケットモンスターHG・SS ジョウの大冒険』（ポケットモンスター ハートゴールド・ソウルシルバー ジョウのだいぼうけん）は、松島リュウによる日本の漫画作品。『月刊コロコロコミック』（小学館）にて、2009年10月号から2010年2月号まで連載された。

## 登場人物
ジョウ
本作の主人公。パートナーのワニノコを弟のように扱っている。ワニノコをパートナーにしたのは、自分の目と同じ目を(冒険をしたいと言う目を)していたからである。ワニノコをパートナーにする前はヒノアラシやチコリータもパートナーにしようとしていた。
ワニノコ(→アリゲイツ)→オーダイル
ジョウの手持ちのポケモン。四天王ワタルのカイリューを倒したことがある。本編では終始ワニノコだったが、単行本で描かれた後日談ではオーダイルに進化している。
ツバキ
ジョウのライバル。パートナーはチコリータ。ウツギ研究所から盗む際は、「本人が大切に育ててくれ」と頼んでいる。ポケモンを道具のようにしていたが、ジョウの説得でパートナーとして受け入れ、ジョウとも和解した。
チコリータ→ベイリーフ→メガニウム
ツバキの手持ちポケモン。2010年1月号でメガニウムになっている。ツバキから道具のようにしか扱われていたが、改心したあとはパートナーとして受け入れ、大切にされていた。